# 正しい歴史教育 (大韓民国)
正しい歴史教育（ただしいれきしきょういく）とは、韓国教育人的資源部が行っている歴史教育指針の1つである。
日本の歴史教育のうち、扶桑社の歴史教科書を特に問題視し、韓国内では幼児教育の段階から、韓国にとって「正しい歴史教育」と考えられている歴史教育を実施している。
日本における歴史観（「新しい歴史教科書をつくる会」の史観や、同会が「自虐史観」と批判する第二次世界大戦後の日本の歴史学界や歴史教育における史観も含む）とは相反するものが多い。

## 韓国の歴史教育に関係する外部リンク
- 歴史の教科書(文教大学付属教育研究所)
- 日韓合同歴史研究シンポジウム

### 報道が伝える韓国の歴史教育
- 幼児歴史教育 2007/3/1
- 乳児ための歴史教育活動 聯合ニュース(2006/01/16)
- 正しい歴史教育 国連文書に採択 中央日報(2002/01/04)
- 授業風景
- 独立記念館への遠足 聯合ニュース (2005/08/03)
- 独島の謁者 韓国全国小・の中で・高等学校で '独島出来事の広報授業'(韓国語)